# Lucy Lawless
Lucille Frances Ryan (Auckland, 29 de março de 1968), mais conhecida como Lucy Lawless, é uma atriz e cantora neozelandesa. Teve suas primeiras aparições na televisão aos vinte anos quando protagonizou duas temporadas de um programa exibido na Ásia e na Oceania. É conhecida por seu papel como Xena na série de Televisão Xena: Warrior Princess (em português Xena: A princesa guerreira).

## Primeiros anos
Seu pai, Frank, era prefeito e, sua mãe, Júlia, era professora. Por seu pai ser o prefeito, Lucy achava que ele pagava todas as contas de água da cidade e por isso brigava seriamente com quem deixava a torneira aberta na escola. Estudou ópera por três anos, mas depois desistiu, por achar que não tinha a "paixão" necessária; estudou nas escolas Wesley Intermediate e Marist Sisters College. Também estudou alemão, francês e italiano, na Universidade de Auckland. Em 1991, estudou drama em Vancouver, no William Davis Center for Actors Study.
Lucy sofreu de bulimia por um breve período de tempo. Após curar-se, cursou a universidade local e tomou aulas de jazz e violino por um certo período. Lucy também chegou a pensar em seguir uma carreira como bióloga marinha ou patologista, mas nenhuma das ideias foi levada a sério. Em 1989, foi eleita Miss Nova Zelândia, e essa é considerada uma das principais causas da rápida ascensão de Lawless à fama.

## Vida pessoal
Lucy está em seu segundo casamento, o primeiro foi com seu namorado de escola, Garth Lawless. Aos dezoito anos, a jovem viajou com ele para a Europa, onde gastaram o resto do dinheiro que tinham e foram para a Austrália, onde se casaram e trabalharam brevemente em uma mina de ouro em Kalgoorlie. Ali, Lucy fazia o mesmo trabalho que os homens. Em Julho de 1988, na Nova Zelândia, nasceu sua filha com Garth, Daisy Lawless. Por conta da atribulada vida profissional e ascensão da fama, Lucy e Garth começaram a ter problemas. Após sete anos de casamento, em um relacionamento à distância, acabaram se divorciando.
Em 28 de Março de 1998, Lucy casou-se com o produtor executivo Robert Tapert. No ano seguinte, em 16 de Outubro de 1999, nasceu o primeiro filho do casal, Julius Robert Bay Tapert, em Auckland. Quando engravidou novamente, Lucy acabou sofrendo um aborto espontâneo. Em agosto de 2001, ficou grávida de seu terceiro filho, Judah Miro Tapert, que nasceu em Auckland em 7 de Maio de 2002.

## Vida profissional

### Carreira

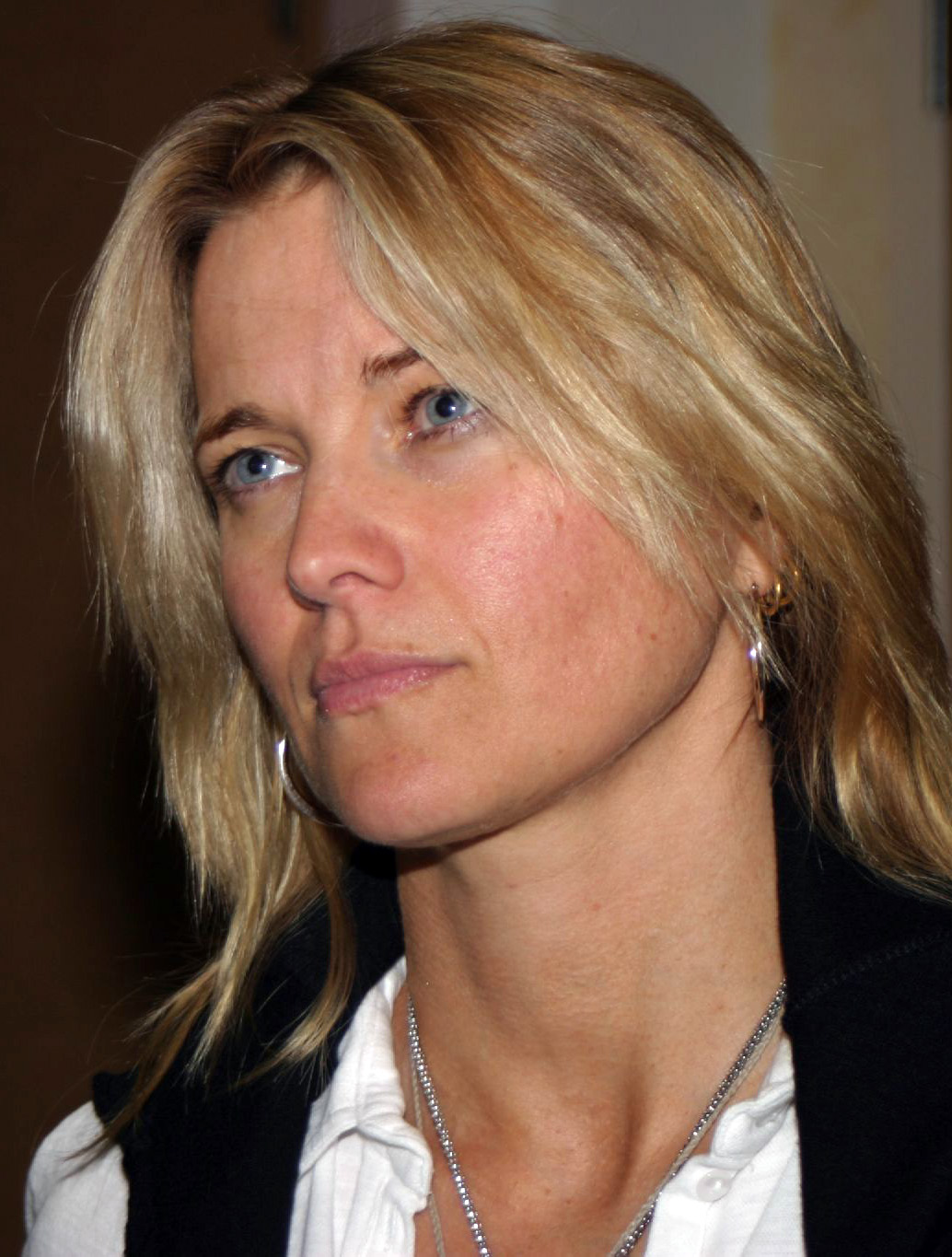
Lucy Lawless em imagem de 2007

Lucy começou a se interessar por interpretação a partir dos oito anos, quando estudava em colégios de freiras, nos arredores de Auckland e começou a aparecer em vários musicais e peças.  Depois de fazer muitos comerciais em Auckland, começou seu primeiro trabalho como atriz, aos vinte, em uma comédia de televisão chamada Funny Business.
No começo de 1992, retornou para a Nova Zelândia e aceitou um trabalho como apresentadora do Air New Zealand Holiday, um programa sobre viagens, transmitido para toda a Ásia, que levou sua imagem pelo mundo afora. Mais tarde, continuou como apresentadora do programa por uma segunda temporada. Lucy estava estudando uma proposta para fazer um comercial de absorvente higiênico, quando foi convidada para o elenco do primeiro filme para televisão da Renaissance Pictures, Hercules and the Amazon Women. Os produtores se encantaram com a neozeolandesa, tanto que quando a atriz Vanessa Angel adoeceu, Lucy foi escolhida para gravar a série Xena: Warrior Princess, no papel da personagem que dá nome a série. A experiência como Xena foi um sucesso, a atriz fez muitos amigos e ficou conhecida no mundo todo. Em decorrência disso, foi chamada para fazer outros papéis em filmes, seriados e programas de televisão. Em outubro de 1996, esteve nos Estados Unidos para participar do programa de Jay Leno, o Tonight Show, no qual deveria fazer uma entrada a cavalo: a cena já havia sido gravada duas vezes e resolveram fazer uma terceira, quando o cavalo escorregou no cimento e caiu. Lucy fraturou a pélvis e teve de ficar afastada das gravações de Xena. Foi por isso que os escritores da série tiveram a ideia de colocar a alma de Xena no corpo da personagem Callisto por alguns episódios, enquanto Lucy se recuperava do acidente.

"Xena não confia em nenhum homem para ajudá-la, eu adorava brincar com ela. Ela me deu um marido, uma família e uma bela casa. É o meu melhor papel e eu nunca desempenharei outro personagem com igual alcance e gama."

Após seu período de recuperação, retornou aos Estados Unidos para uma nova visita ao programa, dessa vez sem cavalo. Nessa mesma época, durante suas férias das gravações na Nova Zelândia, aceitou o convite para interpretar a personagem Betty Rizzo no musical Grease, na Broadway, em Nova Iorque, entre os meses de setembro e outubro de 1997.
Em 2001, Lucy recebeu um convite feito por Peter Jackson, para atuar em O Senhor dos Anéis no papel de Galadriel, mas acabou não aceitando por descobrir sua gravidez. Mais tarde, fez a narração de New Zealand: Home of Middle Earth, como um favor a Jackson. Ainda em 2001, foi convidada para fazer uma participação na série The X-Files, em dois episódios sequenciais da série, no papel de Shannon McMahon. Antes disso, estava estrelando a produção teatral Vagina Monologues na Nova Zelândia, e ainda fez uma participação na série Just Shoot Me!, vivendo a personagem Stacy. Em 2002, fez uma pequena participação no filme Spider-Man, dirigido por Sam Raimi, produtor de Xena, e participou da série Bernie Mac. No ano de 2003, foi escalada para viver a Kathleen Clayton na série Tarzan, na qual fez a tia do protagonista, uma magnata da indústria editorial.
Depois de quase um ano inativa, Lawless voltou a atuar. Começou na série Less Than Perfect, no papel de Tracy, e em filmes em papéis pequenos como em Eurotrip, de 2004, no qual aparece como uma dominatrix, a Madame Vandersexxx, um papel que lhe pareceu completamente confortável e chegou até a atrair alguma atenção. Em seguida, interpretou a Mary Jensen no filme Boogeyman, de 2005. No mesmo ano estrelou o filme Locusts, como a Dra. Maddy Rierdon, uma investigadora do Departamento de Agricultura que era a única capaz de proteger a América contra uma raça mortal de gafanhotos. No ano seguinte, estrelou a sequência de Locusts e filmou Vampire Bats, agora como uma professora universitária especialista em insetos vorazes que passa a investigar a misteriosa morte de um estudante. Depois de fazer algumas participações em outras séries, como Two and a Half Men e Veronica Mars, em 2005 chegou à vez de Lucy viver D'Anna Biers, na segunda temporada da série Battlestar Galactica. Em 2006, acabou assinando contrato para participar de pelo menos dez episódios da terceira temporada da série que é gravada em Vancouver, no Canadá. e atuou no filme The Darkroom, da Renaissance Pictures.
No ano seguinte, foi escalada para uma nova série chamada Football Wives, na qual viveu a personagem Tanya e, Burn Notice, na qual viveu Evelyn. Ainda em 2007, dublou em dois filmes animados, Justice League: The New Frontier, no qual deu voz à Mulher-Maravilha e, Dragonlance: Dragons of Autumn Twilight, no qual viveu a Gooldmoon.

### Prêmios e indicações
- 1 indicação em 1997 na categoria Melhor atriz de televisão em um gênero, no The Saturn Awards.[carece de fontes?]
- 1 vitória em 2011 na categoria Melhor atriz coadjuvante de televisão em um gênero, no The Saturn Awards.[carece de fontes?]

## Carreira musical

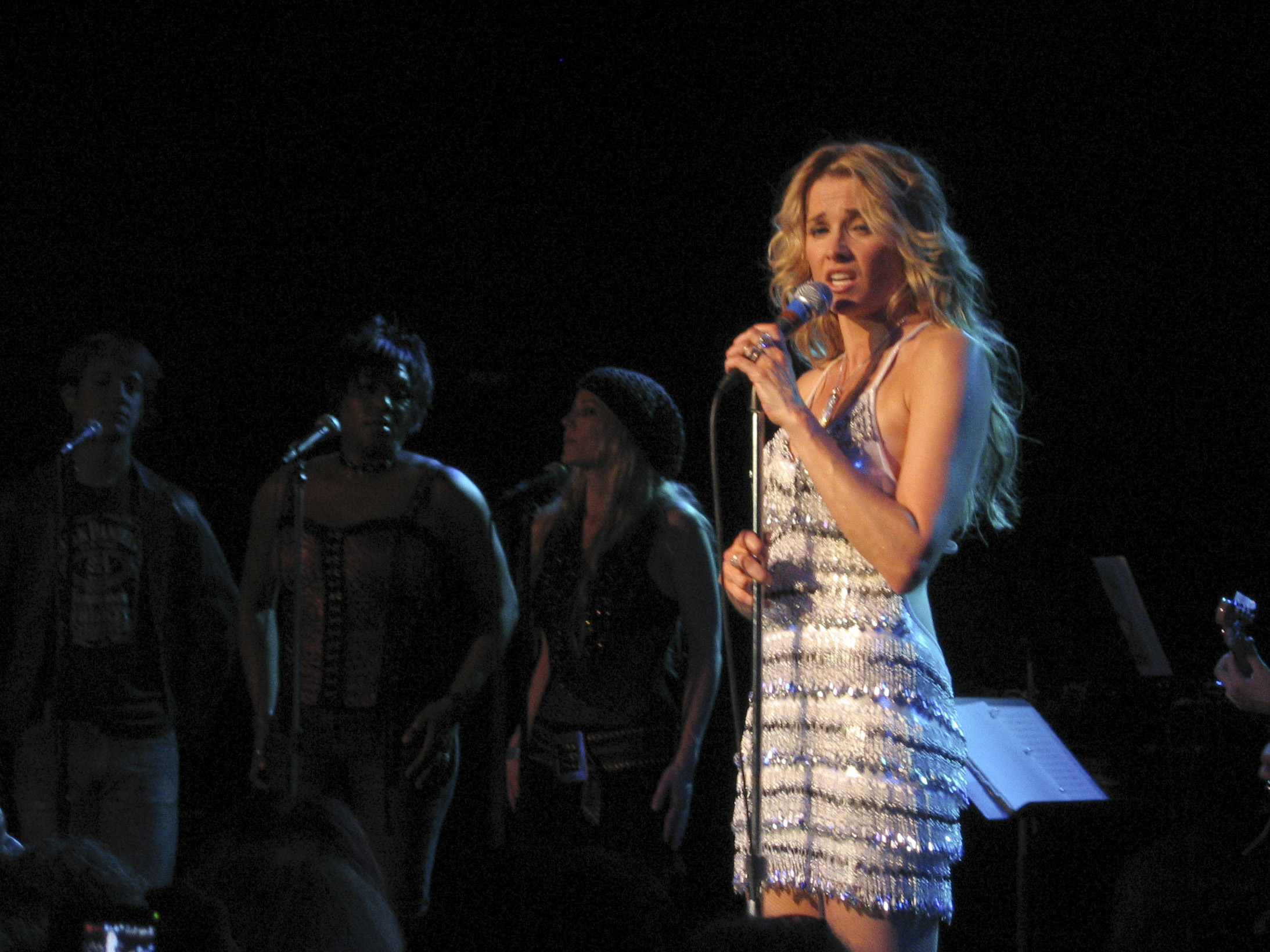
Lawless num concerto musical no teatro The Roxy Theater, em 2007

Em 2006, Lucy apresentou-se no programa Celebrity Duets, no qual celebridades do cinema, da televisão e do esporte fazem duetos com cantores famosos e o ganhador leva cem mil dólares para doar a sua instituição de caridade. Lucy cantou com vários profissionais famosos como Kenny Loggins, Smokey Robinson e Bonnie Tyler, entre outros. Da edição de que participou, encerrou em segundo lugar, tendo como ganhador Alfonso Ribeiro.
Entusiasmada, Lucy anunciou seu interesse em investir em uma carreira musical. Ela já tinha se apresentado como cantora anteriormente, tanto em séries como em shows, mas sempre encarou como algo esporádico. Mas para mostrar que falava sério, fez sua estreia no The Roxy Theatre, em Hollywood, em janeiro daquele ano, cantando músicas próprias e de terceiros. De janeiro de 2007 até maio de 2008 Lawless fez mais seis shows no teatro e também apresentou-se em concertos próprios em Chicago, Nova Iorque e Londres. Em sua discografia possui dois CDs e dois DVDs ao vivo do "The Roxy", ambos gravados em 2007. Ainda foi gravado um DVD em Chicago, em 2008.

## Imagem pública
Lawless participa de muitos eventos públicos anualmente, como premiações e convenções seguidamente nos Estados Unidos. Seu papel em Xena: Warrior Princess lhe rendeu muitos convites. Anualmente ocorre a XenaCon, uma convenção realizada pela Creation Entertainment, cujos eventos ocorrem ou na Califórnia, Burbank ou Pasadena, ou ainda em Londres, durante o evento, que dura cerca de três dias, ela canta, atua ou simplesmente discursa para a platéia. A atriz também aparece seguidamente ao lado de sua companheira em Xena: Warrior Princess, Renee O'Connor, além de costumar leiloar ou sortear brindes ou fantasias para os participantes durante a convenção. Em 2006, participou do The Grudge Premiere, na Califórnia, e posou ao lado de seus parceiros de seriado, Ted e Sam Raimi.
Em 2006, Lawless doou sua vestimenta de Xena para o Museum of American History. Mais tarde, em uma entrevista para a Smithsonian magazine, lhe foi perguntado A roupa de Xena era confortável?, e Lucy respondeu:
| “ | De início não, devido ao aperto do espartilho, que cobria as costelas flutuantes que são importantes para a respiração, e eu me sentia como se estivesse tendo um ataque de pânico, mas tornou-se uma segunda pele depois de um tempo. | ” |

No ano 2008, foi convidada de honra na Comic Con, um dos eventos do Spike’s Scream Awards. Ainda tem uma instituição de caridade junto com seu marido, a StarShip Fondation, que ajuda crianças com câncer, Síndrome de Down e outras doenças. A cantora está sempre arrecadando fundos para ajudar as crianças: faz shows para arrecadar dinheiro, eventos beneficentes, já vendeu alguns figurinos de Xena e até doa parte de seu salário em prol da instituição.
Em 1997, Lawless foi considerada pela revista People uma das Cinquenta mulheres mais belas do mundo, uma das quarenta atrizes de televisão mais fascinantes e, uma das 25 pessoas mais intrigantes do ano.

## Influência na cultura popular
Em 2005, a equipe que descobriu o planeta anão 2003 UB313 o apelidou de Xena em homenagem ao personagem da TV. Em 1 de outubro de 2005, a equipe anunciou que 2003 UB313 tinha uma lua, apelidada então de Gabrielle. Os objetos foram oficialmente chamados de Éris e Dysnomia pela International Astronomical Union em 13 de setembro de 2006. Embora os nomes oficiais tenham legítimas raízes na mitologia grega, Dysnomia também significa lawlessness ou anarquia, perpetuando a ligação com Lucy Lawless.
Lucy também vem sendo homenageada e cultuada na comunidade lésbica desde o término de Xena: Warrior Princess em 2001. Algumas chegaram a abraçar Lucy, bem como Xena como ícones lésbicos um grupo lésbico chamado The Marching Xenas participou de vários eventos lésbicos. Esse assunto tornou-se o principal nos debates e no Fandom da série, pondo em questão a natureza sexual das próprias Lucy e Renee O'Connor.  Lucy e Renee sempre encararam o assunto com total tranquilidade e humor, já que são "grandes amigas, nada mais".

## Filmografia selecionada
| Ano       | Título                           | Papel                         | Tipo  |
| 2016      | Ash vs. Evil Dead                | Ruby                          | Série |
| 2015      | Salem                            | Condessa Marburg              | Série |
| 2012      | Spartacus: Vengeance             | Lucretia                      | TV    |
| 2011      | Spartacus: Gods of the Arena     | Lucretia                      | TV    |
| 2010      | Spartacus: Blood and Sand        | Lucretia                      | TV    |
| 2009      | Bitch Slap                       | Madre superiora               | Filme |
| 2008      | The L Word                       | Investigadora Mary Beth Duffy | TV    |
| 2008      | Um Faz de Conta que Acontece     | Aspen                         | Filme |
| 2007      | Burn Notice                      | Evelyn                        | TV    |
| 2007      | Football Wives                   | Tanya Austin                  | Filme |
| 2006      | The Darkroom                     | Cheryl                        | Filme |
| 2006      | Veronica Mars                    | Agente Morris                 | TV    |
| 2005-2008 | Battlestar Galactica             | D'Anna Biers                  | TV    |
| 2005      | Two and a Half Men               | Pamela                        | TV    |
| 2005      | Vampire Bats                     | Maddy Rierdon                 | Filme |
| 2005      | Locusts                          | Maddy Rierdon                 | Filme |
| 2005      | Boogeyman                        | mãe do Tim                    | Filme |
| 2004      | Less Than Perfect                | Tracy Fletcher                | TV    |
| 2004      | EuroTrip                         | Madame Vandersexxx            | Filme |
| 2003      | Tarzan                           | Kathleen Clayton              | TV    |
| 2002      | Spider-Man                       | Garota Punk Rock              | Filme |
| 2001      | The X-Files                      | Shannon McMahon               | TV    |
| 2001      | Just Shoot Me!                   | Stacy                         | TV    |
| 1995-2001 | Xena: Warrior Princess           | Xena, Meg, Diana, Lia         | TV    |
| 1995-1998 | Hercules: The Legendary Journeys | Xena, Lyla                    | TV    |
| 1995      | Peach                            | Peach                         | Filme |
| 1994-1995 | High Tide                        | Sharon List                   | TV    |
| 1994      | Hercules and the Amazon Women    | Lisya                         | Filme |
| 1993      | Typhon's People                  | Mink Tertius                  | Filme |
| 1993      | The Black Stallion               | Sarah McFee                   | TV    |
| 1992      | The Rainbow Warrior              | Jane Redmond                  | Filme |
| 1992      | The Ray Bradbury Theater         | Liddy Barton                  | TV    |
| 1991      | The End of the Golden Weather    | namorada do Joe               | Filme |
| 1991      | For the Love of Mike             | Helen                         | TV    |
| 1991      | Shark in the Park                |                               | TV    |
| 1990      | A Bitter Son                     | enfermeira                    | Filme |
| 1990      | Within the Law                   | Verity                        | Filme |
| 1989      | Funny Business                   | Vários                        | TV    |